# Bithia modesta
Bithia modesta är en tvåvingeart som först beskrevs av Johann Wilhelm Meigen 1824.  Bithia modesta ingår i släktet Bithia och familjen parasitflugor. Inga underarter finns listade i Catalogue of Life.